# Phlebotomus vansomerenae
Phlebotomus vansomerenae är en tvåvingeart som beskrevs av Heisch, Guggisberg och Teesdale 1956. Phlebotomus vansomerenae ingår i släktet Phlebotomus och familjen fjärilsmyggor.
Artens utbredningsområde är Kenya. Inga underarter finns listade i Catalogue of Life.